# 20 octobre 1996
Le dimanche 20 octobre 1996 est le 294e jour de l'année 1996.

## Naissances
- Adam Cianciarulo, pilote de motocross américain
- Ahmed Akram, nageur égyptien
- Charity Williams, joueuse canadienne de rugby à sept
- Frank Consuegra, coureur cycliste cubain

## Décès
- Dag Norberg (né le 31 juillet 1909), linguiste, philologue et latiniste suédois
- Robert Benayoun (né le 12 décembre 1926), critique et historien du cinéma, cinéaste
- Sebastian Santa Maria (né 24 septembre 1959), compositeur chilien
- Yves Ezanno (né le 14 juillet 1912), militaire français

## Événements
- Marche blanche en Belgique à la suite de l'affaire Dutroux
- Victoire du candidat de droite Arnoldo Alemán face au sandiniste Daniel Ortega aux élections au Nicaragua.
- Élections européennes de 1996 en Finlande
- Élections législatives japonaises de 1996
- Fin de l'Open de Zurich 1996
- Découverte des astéroïdes (11127) Hagi, (11625) Francelinda, (21285) 1996 UZ, (21286) 1996 UB1, (29407) 1996 UW, (7366) Agata et (8571) Taniguchi